# 1908年の相撲
1908年の相撲（1908ねんのすもう）は、1908年の相撲関係のできごとについて述べる。
1907年-1908年-1909年

## できごと
6月5日、23代吉田追風の訓示に基づき、大相撲組合新規約が発表された。

## 本場所など
- 1月場所（東京相撲）[2]
  - 興行場所:東両国元町
  - 1月18日より晴天10日間興行
- 1月場所（大阪相撲）[3]
  - 興行場所:難波新川土橋西詰
  - 晴天10日間興行
- 5月場所（東京相撲）[4]
  - 興行場所:東両国元町
  - 5月20日より晴天10日間興行
- 6月場所（大阪相撲）[5]
  - 興行場所:難波新川土橋西詰
  - 晴天10日間興行
- 6月場所（京都相撲）[5]
  - 興行場所:新京極錦天神
  - 晴天10日間興行

## 誕生
- 3月11日 - 楯甲新蔵（最高位：前頭筆頭、所属：中村部屋→友綱部屋→中村部屋、+ 1966年【昭和41年】）[6]
- 5月7日 - 高登渉（最高位：関脇、所属：高砂部屋、+ 1962年【昭和37年】）[7]
- 5月20日 - 綾曻竹藏（最高位：関脇、所属：千賀ノ浦部屋→出羽海部屋、+ 1969年【昭和44年】）[8]
- 5月23日 - 磐石熊太郎（最高位：関脇、所属：朝日山部屋、+ 1944年【昭和19年】）[9]
- 7月20日 - 三熊山美夫（最高位：前頭12枚目、所属：中川部屋→武蔵川部屋→鏡山部屋、+ 没年不明）[10]
- 7月25日 - 久能山長五郎（最高位：十両5枚目、所属：宮城野部屋、+ 1956年【昭和31年】）
- 8月18日 - 金湊仁三郎（最高位：前頭5枚目、所属：湊川部屋→振分部屋→湊川部屋、+ 1979年【昭和54年】）[6]
- 9月1日 - 大浪妙博（最高位：前頭3枚目、所属：高嶋部屋、+ 1985年【昭和60年】）[11]
- 9月5日 - 大邱山高祥（最高位：関脇、所属：出羽海部屋、+ 1983年【昭和58年】）[12]
- 9月8日 - 鳴潮茂生（最高位：十両6枚目、所属：高砂部屋、+ 没年不明）
- 10月8日 - 津峯山政雄（最高位：十両4枚目、所属：出羽海部屋、+ 没年不明）

## 死去
- 1月15日 - 大鳴門灘右エ門（最高位：大関、所属：玉垣部屋→梅ヶ谷部屋→雷部屋、年寄：八角、* 1853年【嘉永6年】）
- 7月26日 - 柏戸宗五郎（最高位：前頭2枚目、所属：伊勢ノ海部屋、年寄：伊勢ノ海、+ 1848年【嘉永元年】）[13]
- 11月30日 - 初代西ノ海嘉治郎（第16代横綱、所属：高砂部屋、年寄：井筒、* 1855年【安政2年】）[14]